# Fantasimov
Fantasimov (The Alternate Asimovs) è una raccolta del 1986 con le versioni originali (diverse da quelle poi pubblicate) di tre opere fantascientifiche dello scrittore statunitense Isaac Asimov.
Il volume esce in italiano il 6 novembre 1988 sul numero 1087 della collana fantascientifica Urania.

## Elenco delle opere
- Invecchia con me (pubblicato come Paria dei cieli) (Grow Old With Me, 1950)
- La fine dell'eternità (The End of Eternity, 1954)
- Persuasione (Roger o della gravità) (Belief, 1953)

## Edizioni
- Isaac Asimov, The Alternate Asimovs, 1986.
- Isaac Asimov, Fantasimov, collana Urania n° numero 1087, Arnoldo Mondadori Editore, 1988.
- Isaac Asimov, Tutti i racconti, vol. 3, Arnoldo Mondadori Editore, 1996.